# Districte de Tirhut
El districte de Tirhut fou una divisió administrativa de Bengala, a Bihar. Va sorgir de la divisió del districte de Bihar el 1782. El districte de Tirhut es va dividir en dos el 1875 formant-se el Districte de Darbhanga i el Districte de Muzaffarnagar.